# Raphaël François Minassian
Rafael François XXI Minassian (en armeni: Ռաֆայել Պետրոս ԻԱ. Մինասյան, romanitzat: Raphaël Bedros XXI Minassian; Beirut, 24 de novembre de 1946) és un bisbe catòlic libanès d'origen armeni, patriarca-catolicós de la Casa de Cilícia de l'Església catòlica armènia des del 24 d'octubre de 2021. Anteriorment va ser ordinari d'Europa Oriental (2011-2021) i exarca patriarcal de Jerusalem i Amman (2005-2011).

## Biografia
Va néixer com Raphaël François Minassian a Beirut (Líban) el 1946. Va estudiar a l'Institut de Clergat Patriarcal de Bzommar i, posteriorment, a la Pontifícia Universitat Gregoriana (filosofia i teologia) i la Universitat Pontifícia Salesiana (psicologia), a Roma. El 2005 va ser nomenat exarca patriarcal de Jerusalem i Amman i, el 2011, arquebisbe titular de Cesària a Capadòcia dels Armenis i ordinari d'Europa Oriental. Va ser consagrat arquebisbe a la Catedral de Sant Elies i Sant Gregori l'Il·luminador de Beirut pel patriarca Narsés Pere XIX Tarmouni.
El 23 de setembre de 2021 va ser nomenat patriarca (Catolicós) de Cilicia, bisbe de Beirut i primat de l'Església catòlica armènia pel Sant Sínode dels Bisbes de l'Església Catòlica Armènia, i ratificat pel papa Francesc un dia després. Va succeir a Gregori Pere XX Ghabroyan. Com és costum a l'Església catòlica armènia va escollir el nom de Pere (Bedros), com a homenatge a l'adhesió d'aquesta església a la Santa Seu.